# The ghost of you and me
The ghost of you and me is het studioalbum van Colin Blunstone uit 2009.
Blunstone mocht zich destijds weer in een stijgende belangstelling bevinden, door de concerten die hij heeft gegeven met oud The Zombies-lid Rod Argent, naar aanleiding van hun nieuwe samenwerking. Tijdens plaatopnamen en concerten bleek zijn hese en romantische stem door de jaren heen nauwelijks aangetast. Het muziekalbum bevat geen rocksongs, maar luisterliedjes. De tracks 1, 2 en 3 hebben een poparrangement, de rest wordt volgespeeld met een strijkkwartet dan wel strijkorkest. Het album is opgenomen in de Blue Room, een studio in Dorset.

## Musici
- Colin Blunstone – zang
- Gary Forse, Paul Buck, Nathan Bush – toetsinstrumenten
- Tom Tooney, Neil Taylor, Simon Wood – gitaar
- Jim Rodford : basgitaar (1, 2)
- Steve Rodford: slagwerk (1, 2)

## Composities
Arrangementen door Christopher Gunning

| Nr. | Titel                                                        | Duur |
| --- | ------------------------------------------------------------ | ---- |
| 1.  | The ghost of you and me (Jon Lind, Richard Page)             | 4;03 |
| 2.  | Follow (Billy Steinberg, Bryan Adams)                        | 3:37 |
| 3.  | Dance with life (Martin Page, Bernie Taupin)                 | 5:47 |
| 4.  | Second avenue (Tim Moore)                                    | 4:00 |
| 5.  | Beginning / Let's keep the curtains closed today (Blunstone) | 6:48 |
| 6.  | Any other way (Blunstone)                                    | 2:41 |
| 7.  | Now I know I'll never get over you (Blunstone)               | 3:17 |
| 8.  | Feels like rain (Blunstone)                                  | 3:08 |
| 9.  | Love left a long time ago (Blunstone)                        | 3:13 |
| 10. | The sun will rise again (Blunstone)                          | 3:49 |

The ghost of you and me is geschreven voor BBMAK, die er een klein hitje mee hadden,  maar nooit doorgebroken zijn in Nederland of België.